# Korjelző fosszília
A korjelző fosszília olyan élőlénymaradvány, amely felhasználható egy adott kőzet korának meghatározására. Az ilyen vizsgálat azon alapszik, hogy ha két, földrajzilag távoli helyen lévő, akár eltérő küllemű és összetételű kőzetrétegben megtalálható ugyanannak az élőlénycsoportnak a maradványa, akkor mindkét kőzet keletkezése az adott élőlény létezésének idejére tehető. Ha ez a lény egy viszonylag behatárolt időszakban élt, akkor a két rétegről megállapítható, hogy hasonló korúak.
Minél rövidebb az az időszak, amelyben egy bizonyos élőlény bizonyítottan élt, és minél nagyobb mennyiségű maradványt hagyott hátra, annál alkalmasabb a jelzőfosszília szerepre. Különösen alkalmasak a gyorsan fejlődő típusok.
Mindezeknek a feltételeknek kiválóan megfelelnek például az ammoniteszek, amelyek fajai a leggyakrabban használt jelzőfosszíliák. Más fontos csoportok a korallok, graptoliták, brachiopodák, trilobiták és a tengerisünök. Mikroszkóp alkalmazásával jól használhatók a konodonták is. Emlősök fogait is használják jelzőfosszíliának.
Nem csak a nagyméretű, úgynevezett makrofosszíliákat tanulmányozzák, hanem a biosztratigráfia a mikroszkopikus fosszíliákat is felhasználja a kőzetek kormeghatározására. A mikrofosszíliák gyakoribbak és gyakran használják őket olaj- vagy egyéb ásványfajták mintáinak korvizsgálatában.

## Indexfosszília példák

### Kainozoikum (65,5–0 Ma)
| fosszília      | név                     | csoport | időszak                   | kor                                        |
| -------------- | ----------------------- | ------- | ------------------------- | ------------------------------------------ |
| Pecten gibbus  | Pecten gibbus           | kagyló  | miocén–holocén            | 5,28–3,6 Ma PreꞒ Є O S D C P T J K Pg N ↓  |
| Neptunea       | Neptunea tabulata       | kagyló  | miocén–holocén            | 5,28–3,6 Ma PreꞒ Є O S D C P T J K Pg N ↓  |
| Viviparus      | Viviparus glacialis     | csiga   | gelasi (kora pleisztocén) | 2,3–1,8 Ma PreꞒ Є O S D C P T J K Pg N ↓   |
| Calyptraphorus | Calyptraphorus velatus  | csiga   | paleocén–eocén            | 40,4–37,2 Ma PreꞒ Є O S D C P T J K Pg N ↓ |
| Venericardia   | Venericardia planicosta | kagyló  | paleocén–eocén            | 48,6–37,2 Ma PreꞒ Є O S D C P T J K Pg N   |

### Mezozoikum (251–65,5 Ma)
| fosszília  | név                   | csoport   | időszak     | kor                                        |
| ---------- | --------------------- | --------- | ----------- | ------------------------------------------ |
| Crania     | Crania americana      | pörgekarú | késő kréta  | 70,6–65 Ma PreꞒ Є O S D C P T J K Pg N     |
| Scaphites  | Scaphites hippocrepis | lábasfejű | késő kréta  | 83,5–70,6 Ma PreꞒ Є O S D C P T J K Pg N   |
| Inoceramus | Inoceramus labiatus   | kagyló    | késő kréta  | 93,5–89,3 Ma PreꞒ Є O S D C P T J K Pg N ↓ |
| Euomphalus | Euomphalus peruvianus | csiga     | késő triász | 227,5–199,6 Ma PreꞒ Є O S D C P T J K Pg N |
| Tropites   | Tropites subbullatus  | lábasfejű | triász      | 228–227,5 Ma PreꞒ Є O S D C P T J K Pg N ↓ |
| Monotis    | Monotis subcircularis | kagyló    | késő triász | késő triász PreꞒ Є O S D C P T J K Pg N    |

### Paleozoikum (542–251 Ma)
| fosszília       | név                                                                           | csoport        | időszak                | kor                                          |
| --------------- | ----------------------------------------------------------------------------- | -------------- | ---------------------- | -------------------------------------------- |
| Parafusulina    | Parafusulina bosei                                                            | foraminifera   | perm                   | 272,5–265 Ma PreꞒ Є O S D C P T J K Pg N     |
| Leptodus        | Leptodus americanus                                                           | pörgekarú      | perm                   | 279,5–272,5 Ma PreꞒ Є O S D C P T J K Pg N   |
| Dictyoclostus   | Dictyoclostus americanus                                                      | pörgekarú      | karbon                 | 305–299 Ma PreꞒ Є O S D C P T J K Pg N       |
| Lophophyllidium | Lophophyllidium proliferum                                                    | korall         | karbon                 | 305–299 Ma PreꞒ Є O S D C P T J K Pg N       |
| Hyolithes       | Hyolithes amosi                                                               | hyolitha       | kora karbon            | 318,1–301 Ma PreꞒ Є O S D C P T J K Pg N     |
| Hyolithes       | Hyolithes monroensis                                                          | hyolitha       | kora karbon            | 345,3–345 Ma PreꞒ Є O S D C P T J K Pg N ↓   |
| Cactocrinus     | Cactocrinus multibrachiatus                                                   | tengeri liliom | karbon                 | 358–317 Ma PreꞒ Є O S D C P T J K Pg N       |
| Prolecanites    | Prolecanites gurleyi                                                          | lábasfejű      | karbon                 | 358–317 Ma PreꞒ Є O S D C P T J K Pg N       |
| Hyolithes       | Hyolithes minutissimus                                                        | hyolitha       | kora karbon            | 360,7–345,3 Ma PreꞒ Є O S D C P T J K Pg N   |
| Crania          | Crania blairi                                                                 | pörgekarú      | késő devon–kora karbon | 360,7–353,8 Ma PreꞒ Є O S D C P T J K Pg N   |
| Palmatolepis    | Palmatolepis unicornis                                                        | graptolita     | devon                  | 383,7–376,1 Ma PreꞒ Є O S D C P T J K Pg N   |
| Archaeopteris   | Archaeopteris                                                                 | növény         | késő devon–karbon      | 385–318 Ma PreꞒ Є O S D C P T J K Pg N       |
| Pleurotomaria   | Pleurotomaria bicoronata P. sigaretus P. roemeri                              | csiga          | devon                  | 388,1–383,7 Ma PreꞒ Є O S D C P T J K Pg N ↓ |
| Euomphalus      | Euomphalus sinister E. tuberculatus                                           | csiga          | devon                  | 409,1–391,9 Ma PreꞒ Є O S D C P T J K Pg N   |
| Rhynia          | Rhynia gwynnevaughanii                                                        | növény         | devon                  | 412,3–391,9 Ma PreꞒ Є O S D C P T J K Pg N   |
| Calceola        | Calceola sandalina                                                            | korall         | devon                  | 412,3–383,3 Ma PreꞒ Є O S D C P T J K Pg N   |
| Mucrospirifer   | Mucrospirifer mucronatus                                                      | pörgekarú      | devon                  | 416–359 Ma PreꞒ Є O S D C P T J K Pg N       |
| Acidaspis       | Acidaspis jessi                                                               | trilobita      | szilur                 | 428,2–418,7 Ma PreꞒ Є O S D C P T J K Pg N   |
| Phragmoceras    | Phragmoceras parvum                                                           | lábasfejű      | szilur                 | 428,2–422,9 Ma PreꞒ Є O S D C P T J K Pg N   |
| Halysites       | Halysites catenularius                                                        | korall         | ordovícium–szilur      | 436–418,7 Ma PreꞒ Є O S D C P T J K Pg N     |
| Trimerella      | Trimerella sp.                                                                | pörgekarú      | szilur                 | 436–418,7 Ma PreꞒ Є O S D C P T J K Pg N     |
| Cardiola        | Cardiola interrupta                                                           | kagyló         | szilur–devon           | 436–391,9 Ma PreꞒ Є O S D C P T J K Pg N     |
| Pterygotus      | Pterygotus sp.                                                                | ízeltlábú      | szilur–devon           | 439–360,7 Ma PreꞒ Є O S D C P T J K Pg N     |
| Chonetes        | Chonetes cornutus                                                             | pörgekarú      | szilur                 | 443,7–428,2 Ma PreꞒ Є O S D C P T J K Pg N   |
| Chaetetes       | Chaetetes lycoperdon                                                          | szivacs        | szilur                 | 443,7–422,9 Ma PreꞒ Є O S D C P T J K Pg N   |
| Pentamerus      | Pentamerus sp.                                                                | pörgekarú      | szilur–devon           | 443,7–391,9 Ma PreꞒ Є O S D C P T J K Pg N   |
| Eurypterus      | Eurypterus remipes                                                            | ízeltlábú      | szilur                 | 443,7–418,1 Ma PreꞒ Є O S D C P T J K Pg N   |
| Astylospongia   | Astylospongia praemorsa                                                       | szivacs        | szilur                 | 445,6–422,9 Ma PreꞒ Є O S D C P T J K Pg N   |
| Gomphoceras     | Gomphoceras sp.                                                               | lábasfejű      | szilur–devon           | 449,5–360,7 Ma PreꞒ Є O S D C P T J K Pg N   |
| Monticulipora   | Monticulipora epidermata                                                      | mohaállatka    | ordovícium             | 449,5–443,7 Ma PreꞒ Є O S D C P T J K Pg N   |
| Monticulipora   | Monticulipora cincinnatiensis M. mammulata M. molesta                         | mohaállatka    | ordovícium             | 452–449,5 Ma PreꞒ Є O S D C P T J K Pg N ↓   |
| Bothriocidaris  | Bothriocidaris maquoketensis                                                  | tüskésbőrű     | késő ordovícium        | 452–443,7 Ma PreꞒ Є O S D C P T J K Pg N     |
| Cyrtoceras      | Cyrtoceras vallandighami                                                      | lábasfejű      | késő ordovícium        | 460,9–449,5 Ma PreꞒ Є O S D C P T J K Pg N   |
| Monticulipora   | Monticulipora compacta M. disicula M. intersita                               | mohaállatka    | ordovícium             | 460,9–449,5 Ma PreꞒ Є O S D C P T J K Pg N   |
| Phacops         | Phacops sp.                                                                   | trilobita      | ordovícium–karbon      | 460,9–345,3 Ma PreꞒ Є O S D C P T J K Pg N   |
| Bothriocidaris  | Bothriocidaris solemi                                                         | tüskésbőrű     | késő ordovícium        | 460,9–449,5 Ma PreꞒ Є O S D C P T J K Pg N   |
| Diplograptus    | Diplograptus sp.                                                              | graptolita     | késő ordovícium–szilur | 466–422,9 Ma PreꞒ Є O S D C P T J K Pg N     |
| Trinucleus      | Trinucleus foveolatus                                                         | trilobita      | ordovícium             | 466–449,5 Ma PreꞒ Є O S D C P T J K Pg N     |
| Trinucleus      | Trinucleus acutofinalis                                                       | trilobita      | ordovícium             | 466–460,9 Ma PreꞒ Є O S D C P T J K Pg N     |
| Aulocopium      | Aulocopium sp.                                                                | szivacs        | ordovícium             | 468,1–449,5 Ma PreꞒ Є O S D C P T J K Pg N   |
| Halysites       | Halysites catenularia                                                         | korall         | ordovícium–szilur      | 471,8–418,1 Ma PreꞒ Є O S D C P T J K Pg N   |
| Phyllograptus   | Phyllograptus sp.                                                             | graptolita     | ordovícium             | 476–449,5 Ma PreꞒ Є O S D C P T J K Pg N     |
| Asaphus         | Asaphus sp.                                                                   | trilobita      | ordovícium             | 478,6–443,7 Ma PreꞒ Є O S D C P T J K Pg N   |
| Tetragraptus    | Tetragraptus fructicosus                                                      | graptolita     | ordovícium             |                                              |
| Endoceras       | Endoceras sp.                                                                 | lábasfejű      | ordovícium             | 488,3–443,7 Ma PreꞒ Є O S D C P T J K Pg N   |
| Illaenus        | Illaenus sp.                                                                  | trilobita      | ordovícium–szilur      | 488,3–426,2 Ma PreꞒ Є O S D C P T J K Pg N   |
| Calymene        | Calymene sp.                                                                  | trilobita      | ordovícium–szilur      | 488,3–391,9 Ma PreꞒ Є O S D C P T J K Pg N   |
| Olenus          | Olenus                                                                        | trilobita      | kambrium               | 501–488,3 Ma PreꞒ Є O S D C P T J K Pg N     |
| Paradoxides     | Paradoxides                                                                   | trilobita      | kambrium               | 520–501 Ma PreꞒ Є O S D C P T J K Pg N       |
| Paradoxides     | Paradoxides paradoxissimus                                                    | trilobita      | kambrium               | 516–501 Ma PreꞒ Є O S D C P T J K Pg N       |
| Paradoxides     | Paradoxides sjogreni                                                          | trilobita      | kambrium               | 520–501 Ma PreꞒ Є O S D C P T J K Pg N       |
| Archaeocyathus  | Archaeocyathus                                                                | ősszivacsok    | kora kambrium          | 530–505 Ma PreꞒ Є O S D C P T J K Pg N       |
| Archaeocyathus  | Archaeocyathus abacus                                                         | ősszivacsok    | kora kambrium          | 516–513 Ma PreꞒ Є O S D C P T J K Pg N ↓     |
| Olenellus       | Olenellus                                                                     | trilobita      | kora kambrium          | 520–505 Ma PreꞒ Є O S D C P T J K Pg N       |
| Volborthella    | Volborthella tenuis                                                           | lábasfejű      | kora kambrium          | 520–501 Ma PreꞒ Є O S D C P T J K Pg N       |
| Hyolithes       | Hyolithes lenticularis H. confusus H. hermelini H. princepes H. tenuistriatus | hyolitha       | kora kambrium          | 530–520 Ma PreꞒ Є O S D C P T J K Pg N       |